# Aeropuerto de Mys Shmidta
El Aeropuerto de Mys Shmidta (del ruso: Аэропорт Мыс Шмидта); ICAO: UHMI; IATA: ), se encuentra 3 km al sudeste de Mys Shmidta (en español: Cabo Shmidt, en el distrito autónomo de Chukotka, Rusia.
El espacio aéreo está controlado desde el FIR de Mys Shmidta (ICAO: UHMI).

## Pista
El aeropuerto de Mys Shmidta dispone de una pista de hormigón en dirección 14/32 de 2500x60 m. (8202x197 pies).
El pavimento es del tipo PCN 14/R/A/W/T, lo que permite la operación de aeronaves del tipo Antonov An-2, Antonov An-24, Antonov An-26, Antonov An-72, Antonov An-74, Ilyushin Il-18, Ilyushin Il-76, Yakovlev Yak-40, Yakovlev Yak-42, Tupolev Tu-134, Tupolev Tu-154, Tupolev Tu-204, así como de todo tipo de helicópteros.
Las extensiones en los extremos de la pista sugieren una posible ampliación a 3.000 metros, aunque la salida del ejército del aeropuerto puede haber frustrado el proyecto.

## Operaciones civiles
El aeropuerto de Mys Shmidta es explotado por "Mys Shmidta Air Enterprise", que es una filial de la compañía aérea rusa ChukotAvia o Chukotka Airlines, que opera vuelos regulares con la capital de Chukotka, Anádyr. Otras compañías como Aeroflot o Center-Avia realizan vuelos chárter.

## Operaciones militares
Construido en el año 1954 como base para el OGA (Grupo de Control del Ártico) para el vuelo de los bombarderos intercontinentales. Informes de la CIA de 1952 indicaban la presencia de bombarderos Tupolev Tu-4 (designación OTAN: Bull) en Mys Shmidta y Bujta Providéniya, aunque fuentes alternativas datan la construcción del aeropuerto en 1954.

## Fotografías
- Terminal del aeropuerto de Mys Shmidta Archivado el 4 de marzo de 2016 en Wayback Machine. (en ruso).
- Un Yakovlev Yak-42 de Center-Avia en Mys Shmidta Archivado el 4 de marzo de 2016 en Wayback Machine. (en ruso).
- Un Ilyushin Il-18 de Aeroflot en Mys Shmidta (enlace roto disponible en Internet Archive; véase el historial, la primera versión y la última). (en ruso).

- Datos: Q948224
- Multimedia: Mys Shmidta Airport / Q948224